# Ороси (вулкан)
Ороси (исп. Orosí) — потухший стратовулкан на северо-западе Коста-Рики, в провинции Гуанакасте, в нескольких километрах от границы с Никарагуа, на территории национального парка Гуанакасте. Имеет конусную форму, хорошо просматриваемую с севера и запада. Вершина оканчивается двумя большими кальдерами в форме подковы, разрушенными с восточной стороны. Высота — 1659 м. Последние известные извержения произошли в 1844 и 1849 годах.
Область вокруг вулкана — популярное туристское место любителей естественной природы.